# 台湾保証法
台湾保証法（たいわんほしょうほう、英語: Taiwan Assurance Act）は、米国の法律。台湾（中華民国）への防衛装備品の売却と移転を奨励し、国際機関への台湾の参加を提唱する事は米国の政策であることを声明し、台湾との関係に関する国務省のガイダンス等の見直しを国務長官に求めている。当法律は当初単独の法案として議会により審議されてきたが、最終的に2021年包括歳出法の第FF部第III編第B章に組み込まれて可決された。2020年12月27日にドナルド・トランプ大統領が署名し成立した。法律は第311条から第315条までの5条からなる。

## 所見
第312条において次の7項目からなる議会の所見が明文化された。
1. 2019年4月10日で、1979年台湾関係法（Pub.L. 96–8）は40周年を迎えた。
2. 1949年以来、米国と台湾の緊密な関係は、両当事者とより広いインド太平洋地域に利益をもたらしてきた。
3. 台湾の安全保障とその民主主義は、米国の政治的、安全保障上、経済的な権益において、より大きなインド太平洋地域の継続的な平和と安定の重要な要素である。
4. 中華人民共和国は現在、中国人民解放軍の戦力投射能力と統合作戦を実施する能力を強化するための包括的な軍事近代化キャンペーンに取り組んでおり、これにより台湾海峡全体の軍事戦力バランスが変化している。
5. 台湾とその外交パートナーは、台湾を国際社会から隔離しようとしている中華人民共和国からの持続的な圧力と強制に直面し続けている。
6. 台湾関係法に基づく台湾へのコミットメントを、「六つの保証（英語: Six Assurances）」と一致する方法で、また米国の「一つの中国」の政策に従って強化することは米国の政策である。
7. 2018年3月16日に法制化された台湾旅行法において、米国と台湾の間の「米国が高官級の訪問に対して維持している自主規制」が不十分な高官級のコミュニケーションをもたらしていることを、議会は確認した。

### 六つの保証
六つの保証とは、1982年7月14日に（「八．一七コミュニケ」発表の1ヶ月前）、ロナルド・レーガン米大統領から台湾（中華民国）の蔣経国総統へ伝えられた米国の台湾政策の方針。1982年8月17日に当時の国務長官ジョージ・シュルツによって当時の米国在台湾協会所長ジェームズ・R・リリーに送られた電報が、2020年8月31日に機密解除されて詳細が明らかとなった。
1. 台湾への武器供与の終了期日を定めない。
2. 台湾への武器売却に関し、中国と事前協議を行わない。
3. 中国と台湾の仲介を行わない。
4. 台湾関係法の改正に同意しない。
5. 台湾の主権に関する立場を変えない。
6. 中国との対話を行うよう台湾に圧力をかけない。

## 台湾への防衛装備品の売却・移転
第313条では（議会の意思として）、台湾は米国の自由で開かれたインド太平洋戦略の重要部分であり（313条(1)号）、米国政府は、台湾が非対称の能力とコンセプトを継続的に追及することを支援し、台湾に対しその防衛戦略を十分に活用するために国防費を増やすことを要請し（313条(2)号）、米国は台湾の自衛能力、特に海中戦及び防空能力を含めた非対称能力を軍の中に開発し統合するための台湾の努力を強化するために台湾へ防衛装備品の定期的な売却・移転を実行すべきである（第313条(3)号）と規定した。

## 台湾の国際機関への参加
第314条(a)項では（議会の意思として）、中華人民共和国が台湾の国際機関への参加の条件を決定しようとする試みは、国家の地位が参加要件とされていない機関の場合でも、台湾の参加が除外される結果となったとし、そのことは地球規模の健康、民間航空の安全、国境を越えた犯罪に対抗するための努力に有害であり、世界の市民の安全と安全保障に悪影響を及ぼし、台湾の安全保障と民主主義に悪影響を及ぼすと表明した。
第314条(b)項では（政策の声明として）、国際連合、世界保健総会、国際民間航空機関、国際刑事警察機構、およびその他の国際機関への台湾の有意義な参加を提唱し、必要に応じて国家の地位が加盟の要件ではない国際連合食糧農業機関、国際連合教育科学文化機関、及びその他の国際機関への台湾の加盟を提唱することは、米国の政策であると定めた。

## 国務省の台湾ガイドラインの見直し

### 総則
本法律の制定日から180日以内に国務長官は「台湾との関係に関するガイドライン」と題された定期的な覚書および関連文書を含む、台湾との関係を管理する国務省のガイダンスの見直しを実施し、ガイダンスを行政機関の部門や機関に再発行するものとする（第315条(a)項）。

### ガイダンスについて
第315条(b)項では、（議会の意思として）台湾との関係に関する国務省のガイダンスは、
1. 米国と台湾の関係を深め、拡大することを意図して作成し、米国と台湾との関係の価値、メリット、及び重要性に基づくべきである。
2. 台湾は台湾国民の意思を反映した自由で公正な選挙によって平和的に構成された代議制民主主義政府によって統治されていること、かつ台湾は普遍的な人権と民主的価値を尊重する自由で開かれた社会であるという事実を十分に考慮して作成されるべきである。
3. 台湾との関係の実施が、米国が台湾と共有する長年の、包括的な、価値に基づく関係を反映し、両岸問題の平和的解決に貢献することを確実にするべきである。

と定められた。

### 報告の要件
本法律の制定日から180日以内に国務長官は上院の外交委員会および下院の外交委員会に報告書を提出するものとする。報告書は以下の項目を記述する（第315条(c)項）。
1. 再発行された覚書「台湾との関係のガイドライン」の写しを含む、台湾との関係に関する国務省のガイダンスの第315条(a)項に基づく見直しの結果について。
2. 台湾旅行法（Pub.L. 155–135）の実施、およびその実施の結果としての台湾との関係に関するガイダンスの変更について。